# پولگا (بازیکن فوتبال)
پولگا (انگلیسی: Pulga؛ زادهٔ ۶ نوامبر ۱۹۸۵) بازیکن فوتبال اهل اسپانیا است.
از باشگاه‌هایی که در آن بازی کرده‌است می‌توان به باشگاه فوتبال کرالا بلاسترز اشاره کرد.